# Lèmming de collar d'Ogilvie
El lèmming de collar d'Ogilvie (Dicrostonyx nunatakensis) és una espècie de mamífer rosegador de la família dels cricètids. És endèmic del centre-nord del Yukon (Canadà). El seu hàbitat natural és la tundra alpina rocosa situada al sud de la zona de tundra de l'alta Àrtida. És una espècie en risc mínim, és a dir, no sembla que hi hagi cap amenaça significativa per a la seva supervivència. El seu nom específic, nunatakensis, significa ‘dels nunataks’ en llatí.